# Thank God It's Christmas
"Thank God It's Christmas" je božićni singl britanskog rock sastava Queen koji je objavljen 26. studenog 1984. godine. Pjesmu su napisali Brian May i Roger Taylor. Na "B" strani nalaze se Mercuryjeve "Man on the Prowl" i "Keep Passing the Open Windows" koje su objavljene na albumu "The Works" iz iste godine.
Pjesma nikad nije objavljena ni na jednom studijskom albumu sastava, ali je objavljena 1995. godine na "B" strani singla "A Winter's Tale" s albuma "Made in Heaven" i 1999. godine na kompilaciji Greatest Hits III.

## Popis pjesama

### 7" vinil
"A" strana
1. "Thank God It's Christmas" (Taylor - May)

"B" strana
1. "Man on the Prowl" (Mercury)

### 12" vinil
"A" strana
1. "Thank God It's Christmas" (Taylor - May)
2. "Man on the Prowl" (Ekstended verzija)

"B" strana
1. "Keep Passing the Open Windows" (Mercury)

## Top ljestvica
| Zemlja     | Pozicija |
| ---------- | -------- |
| UK         | 21       |
| Irska      | 8        |
| Nizozemska | 31       |
| Njemačka   | 57       |
| Austrija   | 21       |

## Vanjske poveznice
Tekst pjesme "Thank God It's Christmas  Arhivirana inačica izvorne stranice od 9. ožujka 2013. (Wayback Machine)